# Pointe d'Archeboc
La pointe d'Archeboc est un sommet des Alpes grées, à la frontière franco-italienne, entre la Savoie et la Vallée d'Aoste.
Son ascension, relativement aisée depuis le Monal et le vallon du Clou, offre un panorama sur le mont Pourri ainsi que le massif du Mont-Blanc.

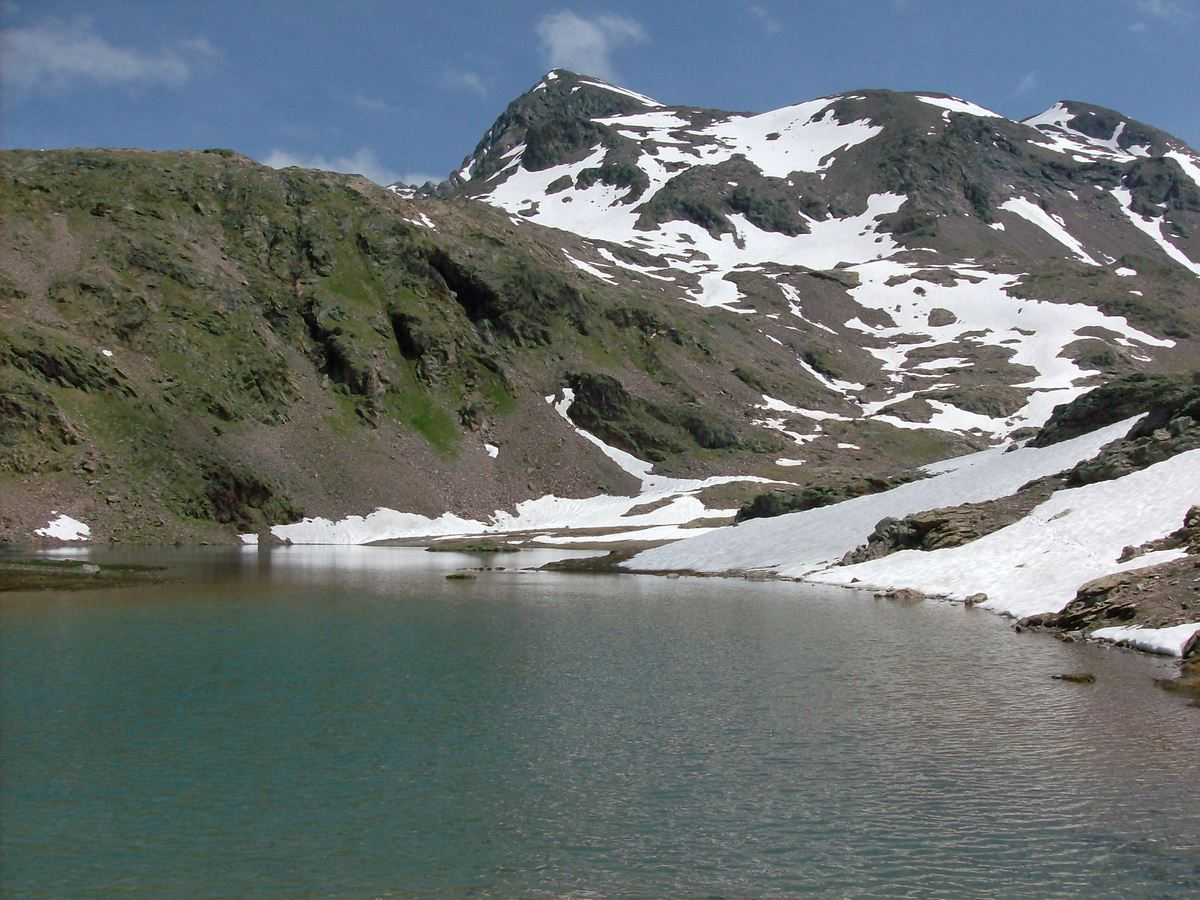
La pointe d'Archeboc depuis le lac Brulet au sud-ouest.